# Isaac Baker Brown
Isaac Baker Brown, né en 1812 et mort en 1873, est un gynécologue et chirurgien obstétrique anglais. Il est élu membre du Royal College of Surgeons en 1848. Il se fait connaître à Londres dans les années 1850 comme chirurgien obstétricien au St Mary's Hospital, dans la fondation duquel il joue un rôle majeur. La publication de Surgical Diseases of Women en 1854 participe de sa reconnaissance. Il se fait également remarquer par son habileté technique et son intérêt pour les opérations à risques.
Il est l'un des premiers à utiliser le chloroforme pour les accouchements et en chirurgie obstétrique. Il pratique de nouvelles interventions chirurgicales pour soigner les fistules vaginales, rectales et les descentes d'utérus. Il expérimente également avec enthousiasme l'ovariectomie comme traitement de « l'hydropisie ovarienne ». Après le décès de ses trois premières patientes, il la réalise sur sa sœur qui survit à l'opération. L'ovariectomie est par la suite adoptée par ses confrères. D'après le British Medical Journal, il emprunte ses techniques opératoires à celles qu'appliquent les vétérinaires pour la castration des porcs.
Assuré d'une patientèle, il fonde en 1858 une clinique, le London Home for Surgical Diseases ot Women, spécialisée dans le traitement des maladies des femmes, attirant une clientèle des hautes sphères de la société londonienne,. Il pratique notamment la clitoridectomie qu'il avance, en 1866, comme une solution à l'hystérie, l'épilepsie, la catalepsie et l'idiotie, provoquées par la masturbation. Les opérations, brutales, sont conduites avec un cautère utilisé pour couper ou scier le clitoris et les petites lèvres.
Son succès atteint son acmé en 1865 lorsqu'il est élu président de la Medical Society of London. Il publie en 1866 les résultats de ses travaux sur la clitoridectomie dans On the Curability of Certain Forms of insanity, Epilepsy, Catalepsy, and Hysteria in Females.
Mais, en 1867, il est exclu de l'Obstetrical society en raison des résultats de ses travaux jugés surévalués ou trafiqués, son autopromotion immodérée et ses opérations parfois faites sans le consentement des femmes ou de leurs tuteurs,. La clitoridectomie est déclarée comme relevant du charlatanisme.
Isaac Baker Brown meurt quelques années plus tard dans la pauvreté,.